# Pedinolejeunea
Pedinolejeunea là một chi rêu trong họ Lejeuneaceae.